# Mișu Fotino (1930–2014)
Mișu Matei Fotino, cunoscut sub numele de scenă Mișu Fotino, (născut Mișulică M. Fotino; n. 14 septembrie 1930, București, România – d. 13 ianuarie 2014, București, România) a fost un actor român de teatru. A deținut o bogată experiență în teatru și în cinematografie, desfășurându-și activitatea timp de 69 de ani. A jucat în numeroase comedii și a fost prezent în multe emisiuni de televiziune.

## Biografie
Copilăria și adolescența le-a trăit la Brașov, unde tatăl lui, Mișu Fotino (1886–1970), fondator al Teatrului de Stat din Brașov, era actor și cu care a jucat împreună încă de când era foarte mic. Mișu Fotino a absolvit Colegiul „Matei Basarab” din București.

### Activitate profesională
A debutat la vârsta de 6 ani, în anul 1936, în piesa de teatru „Coloniale”. Din 1952, Mișu Fotino a devenit actor la Teatrul Dramatic din Brașov. A fost remarcat de marele regizor Sică Alexandrescu, care a decis să-l aducă la București. Din 1956, a jucat la Teatrul Național „Ion Luca Caragiale” din București.
La cea de-a XIV-a ediție a Galei Premiilor UNITER, din 3 aprilie 2006, maestrul Mișu Fotino a fost premiat pentru întreaga sa activitate.

## Filmografie
- Porto-Franco (1961)
- Codin (1963)
- Politică cu... delicatese (sm, 1964)
- Titanic-Vals (1965) - Dinu
- Steaua fără nume (1966)
- Amprenta (1967)
- Balul de sîmbătă seara (1968)
- Elixirul tinereții (1975)
- Tufă de Veneția (1977)
- Chirița în Iași (1988)
- Sexy Harem Ada Kaleh (2001)
- dublaj de voce în seria Tarzan, în rolul Profesorului Archimedes Q. Porter, vocea în original aparținându-i lui Jeff Bennett (2003)
- dublaj de voce, record de dublaj Disney (interpretare la 76 de ani, și 68 de ani în activitate), la filmul Marea Aventură a Porcușorului (Piglet's Big Movie), în rolul lui Iepure, în original vocea aparținându-i lui Ken Sansom (2004)

## Premii și distincții
- Ordinul Meritul Cultural clasa a IV-a (6 noiembrie 1967) „pentru merite deosebite în domeniul artei dramatice”[6]

Președintele României Ion Iliescu i-a conferit artistului Mișu Fotino la 7 februarie 2004 Ordinul Meritul Cultural în grad de Comandor, Categoria D - "Arta Spectacolului", „în semn de apreciere a întregii activități și pentru dăruirea și talentul interpretativ pus în slujba artei scenice și a spectacolului”.

## Familia
Mișu Matei Fotino a fost fiul actorului Mișu Fotino. A fost căsătorit de trei ori. Cu a treia soție, Ruxanda-Ana Fotino, arhitect (a lucrat la planul clădirii Teatrului Național din București) are o fiică, Oana-Maria Fotino.

### Interviu
- Alice Mănoiu, „Dacă n-aș fi devenit actor, aș fi visat să ajung Artist. Ca Beligan sau Jean Gabin”, Formula AS, nr. 372, 1999
- Eugeniei Vodă, , Profesioniștii, TVR1, 1999